# Giovanni IV di Napoli
Giovanni IV di Napoli (Napoli, 977 – Napoli, 1004) fu duca di Napoli dal 998 al 1004 (dal 1002 governò con il figlio, il futuro Sergio IV di Napoli).
Giovanni IV è il figlio e successore del duca Sergio III. Quando, nel 999, l'imperatore Ottone III del Sacro Romano Impero effettua la sua prima discesa in Italia, nomina Ademaro, un nobile longobardo cresciuto con lui alla corte germanica, duca di Spoleto. Gli dà istruzioni di sottomettere alla sua autorità il principato di Capua e quello di Napoli. Ademaro conquista Capua, entra a Napoli e cattura il principe Giovanni IV, che viene inviato prigioniero a Capua. Quando gli abitanti di questa città si ribellano e affidano il potere a Landolfo VII, discendente della dinastia principesca locale, Giovanni IV viene liberato: ritorna a Napoli, dove riprende il controllo della sua autorità e non subisce ulteriori interferenze da parte di forze straniere. Nel 1002, poco prima di morire, associa al trono suo figlio Sergio IV, che gli succede poco dopo.